# Dorres
Dorres er en by og kommune i departementet Pyrénées-Orientales i Sydfrankrig.

## Geografi
Dorres ligger i Cerdagne 102 km vest for Perpignan. Nærmeste by er mod øst Angoustrine-Villeneuve-des-Escaldes (3 km).

## Demografi

### Udvikling i folketal
| 1962                                                              | 1968 | 1975 | 1982 | 1990 | 1999 | 2007 | 2012 | 2017 |
| ----------------------------------------------------------------- | ---- | ---- | ---- | ---- | ---- | ---- | ---- | ---- |
| 176                                                               | 171  | 154  | 156  | 192  | 219  | 179  | 162  | 169  |
| Tal fra og med 1962 er uden dobbelttælling (sans doubles comptes) |      |      |      |      |      |      |      |      |